# Demeter von Tuschinski

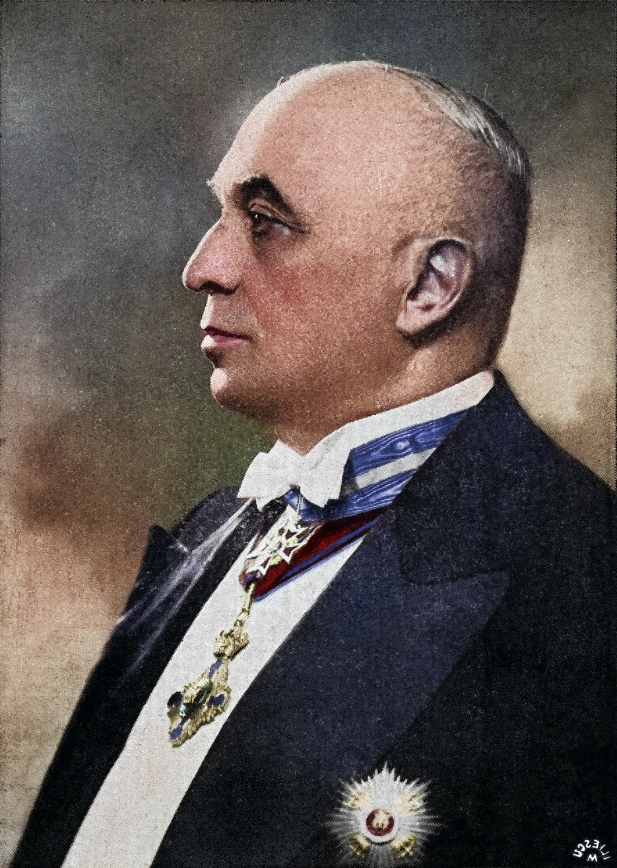
Demeter Ritter von Tuschinski / Dimitrie Tuşinschi, ca. 1937

Demeter von Tuschinski (rumänisch Dimitrie Tușinschi), vor 1914 nur Tuschinski und später Ritter von Tuschinski, (* 10. Mai 1870 in Suceava, † nach 1950) war Erster Staatsanwalt, Generalstaatsanwalt sowie anschließend Oberlandesgerichtspräsident in Czernowitz. Sein Wirken begann in Österreichisch-Ungarischer Zeit und setzte sich nach 1918 bis zu seinem Ruhestand 1938 unter rumänischer Regierung fort. Ihm wird eine wichtige Rolle beim Aufbau des Rechtswesens in der ab 1918 rumänischen Bukowina zugeschrieben, und er war Träger mehrerer hoher Auszeichnungen. Von 1926 bis 1938 war Demeter von Tuschinski Erster Präsident des Oberlandesgerichts (Prim-Președinte: Curtea de Apel) in Czernowitz, stand „an der Spitze der Bukowiner Richterschaft“, und war damit der oberste Justizbeamte in der Bukowina sowie der höchstrangige Staatsbeamte der Stadt. Er galt als „eine der bekanntesten Persönlichkeiten des öffentlichen Lebens in der Bukowina“.

## Leben

### Vor 1918: Österreich-Ungarn

#### Erste Jahre und Karriere im Staatsdienst

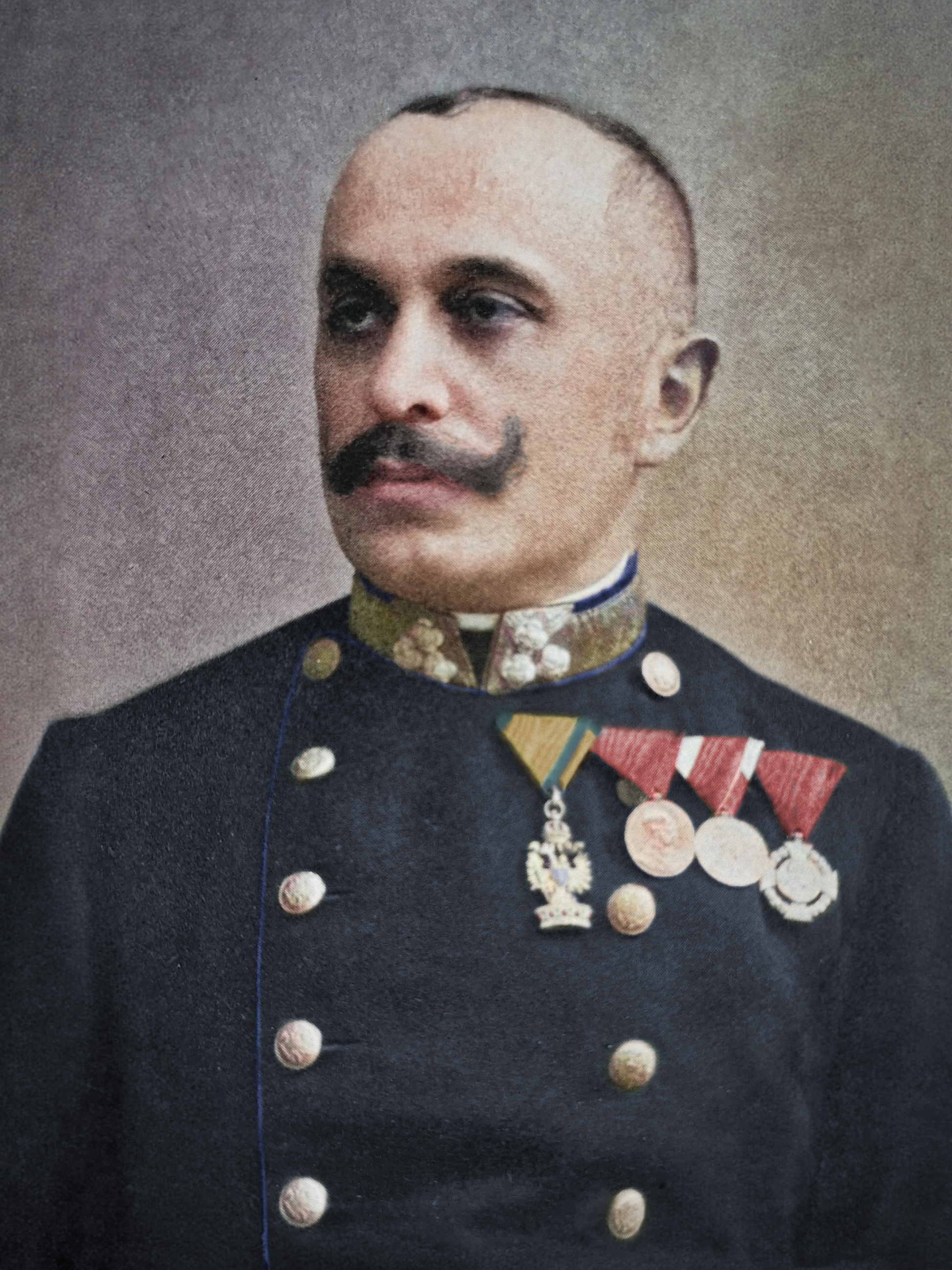
Demeter Ritter von Tuschinski 1912 als erster Staatsanwalt in Czernowitz.

Demeter von Tuschinski wurde am 10. Mai 1870 im damals österreichisch-ungarischen Suceava als einziges Kind des Erzpriesters und Stadtpfarrers Cassian von Tuschinski und dessen Gattin Julia geboren. Die Familie war eine „alte und angesehene Rezensentenfamilie aus Mychaltscha (deutsch Mihalcze, Rajon Storoschynez)“. Der Vater Cassian war Pfarrer an der St. Nicolai-Kirche in Suceava und war 1887 neben u. a. Teodor V. Ștefanelli Mitbegründer des Rumänischen Clubs in Suceava, in welchem zahlreiche rumänische Intellektuelle und Künstler verkehrten. Demeter von Tuschinski erzählte Jahrzehnte später, dass in seiner Kindheit öfter Mihai Eminescu zu Besuch kam.
Demeter von Tuschinski besuchte das Gymnasium in Suceava und maturierte 1887. Anschließend studierte er Jura an der Universität Czernowitz und promovierte 1892 als Doktor der Rechte. Als Student trat er der rumänischen Junimea Studentenverbindung bei und war neben Kommilitonen wie Constantin Isopescu-Grecul dort aktiv. Ab 1. August 1892 trat er beim Kreisgericht Suceava als Rechtspraktikant in den richterlichen Dienst. Er war u. a. mit dem Wiener Universitätsprofessor Stefan Weidenfeld (1870–1917) befreundet, der ebenso in Suceava gebürtig war.
Am 17. Mai 1894 wurde Demeter von Tuschinski zum Auskulanten beim Kreisgericht Suceava ernannt, und am 29. September 1897 zum Richter beim Bezirksgericht Kimpolung. Seine Mitarbeit an der Erstellung der österreichisch-ungarischen Zivilprozessordnung unter Franz Klein brachte ihm 1898 Bekanntheit in Fachkreisen. Ab 21. Oktober 1899 war Demeter Tuschinski Staatsanwaltsvertreter in Czernowitz sowie ab 3. Dezember 1904 Landgerichtsrat beim Landesgericht Czernowitz. 1902 wohnte er in Czernowitz der letzten Hinrichtung in der Stadt unter k.u.k. Herrschaft als Zuschauer bei. Er attestierte zwar der Hinrichtung in der Rückschau eine abschreckende Wirkung, bezeichnete sich aber selbst als Gegner der Todesstrafe. Ab 10. Dezember 1908 war Tuschinski Erster Staatsanwalt in Suceava, und ab 10. Mai 1910 wurde er in gleicher Position nach Czernowitz berufen. Im Juni 1910 wurde er Mitglied der neu gegründeten Czernowitzer Ortsgruppe der Gesellschaft vom Österreichischen Silbernen Kreuze, und Anfang Mai 1912 in jener des Österreichischen Flottenvereins.
Im Juli 1912 wurde Demeter von Tuschinski der Orden der Eisernen Krone 3. Klasse verliehen. Die Presse hob in ihrer Berichterstattung hervor, dass von Tuschinski die Auszeichnung bereits in relativ jungem Alter erhielt. 1915 wurde er zum Mitglied der judiziellen Staatsprüfungskommission an der Universität Czernowitz ernannt.

#### Adelstitel
Demeter von Tuschinskis Familie ist Teil der polnischen Wappengemeinschaft Nałęcz, deren Wappen er führte, und wurde ursprünglich „Tuszynski“ geschrieben. Sein Vorfahre Johann Tuszynski war am Hof von König Stanislaus II. August in Warschau und erhielt von diesem 1774 den „Servitoratus Regius“ verliehen. Ende des 18. Jahrhunderts siedelte ein Nachkomme Johanns in die Bukowina um und ließ sich als Großgrundbesitzer in Mihalcze nieder, wo er als Bojar bezeichnet wurden. 1914 wurde Demeter Tuschinski zuerkannt, dass er und seine Nachkommen als altpolnischer Adel das Prädikat „von“ führen durfte. Kurz vor Ende des 1. Weltkriegs wurde zudem der Titel „Ritter von“ zuerkannt. Nach 1918 führte er den Titel weiter öffentlich und wurde von der Presse der Bukowina in den 20er/30er Jahren häufig mit seinem kompletten Titel genannt, wobei der Nachname teils in der rumänischen Schreibweise Ritter von Tuşinschi bzw. Ritter von Tuschinschi wiedergegeben wurde. Gelegentlich wurde auch der Titel wörtlich ins Rumänische übersetzt: Cavaler de Tuşinschi.  Am 12. Juni 1917 wurde Demeter von Tuschinski der Titel Hofrat verliehen.

#### Militärdienst und Erster Weltkrieg
Am 1. Januar 1894 erhielt Demeter Tuschinski den Rang Leutnant der Reserve. Er diente in der Sanitätsabteilung Nr. 3. Am 1. November 1908 wurde Demeter Tuschinski zum Oberleutnant der Reserve befördert. Er leistete im Ersten Weltkrieg insgesamt drei Jahre lang Kriegsdienst in verschiedenen Eigenschaften in der nicht-kämpfenden Truppe, wurde währenddessen am 1. März 1915 zum Hauptmann befördert und mehrfach ausgezeichnet.

### Ab 1918: Rumänien

#### Umbruchszeit 1918/19

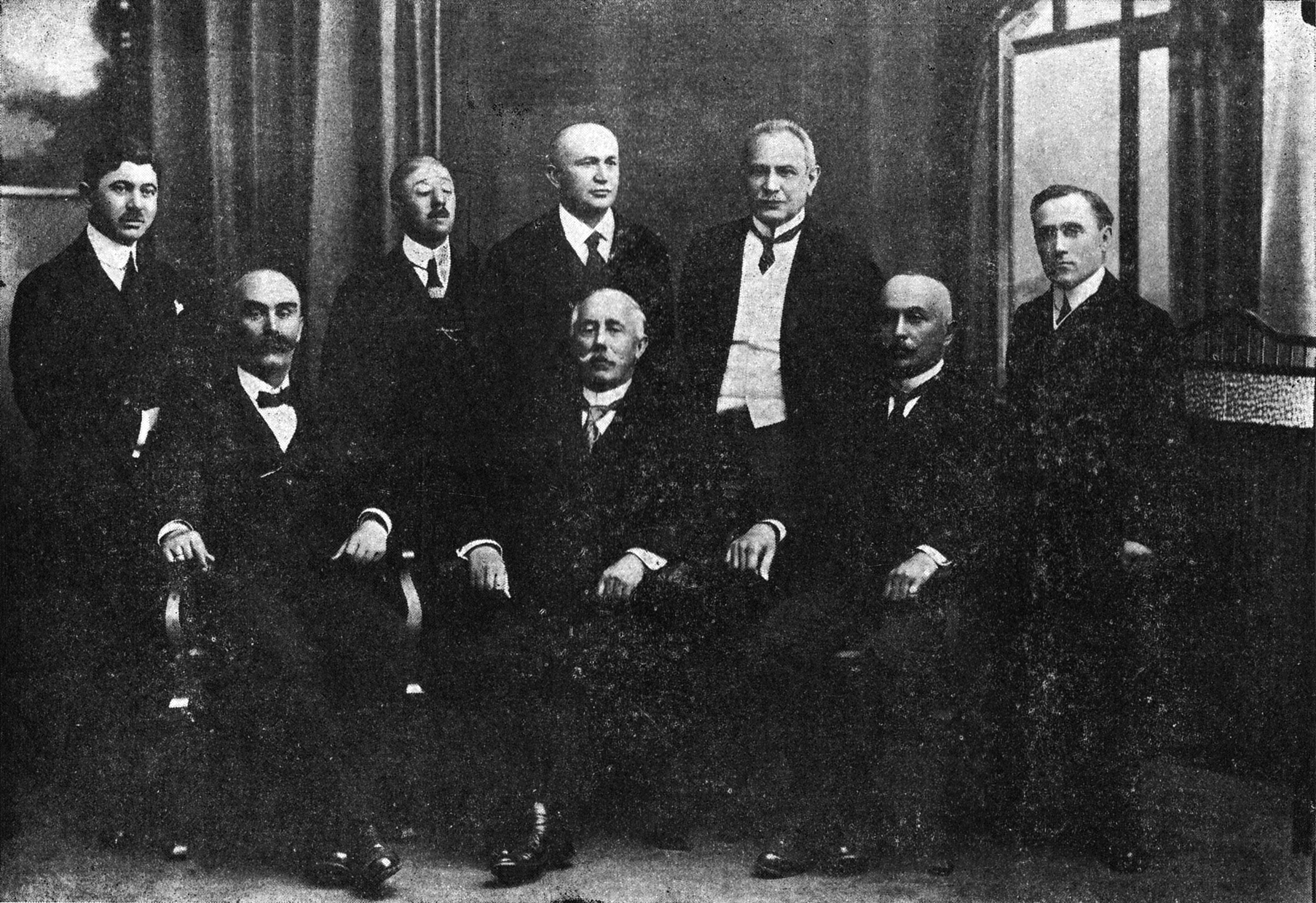
Das Oberlandesgericht Czernowitz bei seiner Gründung 1919. Demeter von Tuschinski: 2. von rechts.

Demeter von Tuschinski nahm unmittelbar nach dem 1. Weltkrieg als Redner an Kundgebungen teil, welche die Zugehörigkeit der Bukowina zu Rumänien betonten. Mit dem Zusammenbruch der Österreichisch-Ungarischen Herrschaft mangelte es in der Bukowina an einem Appellationsgericht, da zuvor jenes in Lemberg zuständig gewesen war, das außerhalb der neuen Grenzen lag. Auf Betreiben von Johann von Flondor sowie Ion Nistor wurde am 1. Juni 1919 das Oberlandesgericht Czernowitz (rumänisch: Curtea de Apel) mit einer Sektion und insgesamt zehn Richtern eröffnet. Demeter von Tuschinski wurde bei Eröffnung zum dortigen Generalstaatsanwalt ernannt. Er war im Juli 1919 Mitglied einer Kommission, die vorschlug, bei Ernennung sowohl rumänische Richter als auch Richter anderer in der Bukowina vorkommender Nationalitäten gleich zu berücksichtigen. Von Tuschinski bezeichnete die Errichtung eines eigenen Oberlandesgerichts als Wunsch, den es in der Bevölkerung der Bukowina seit 1851 gab.

#### 1920er/30er Jahre

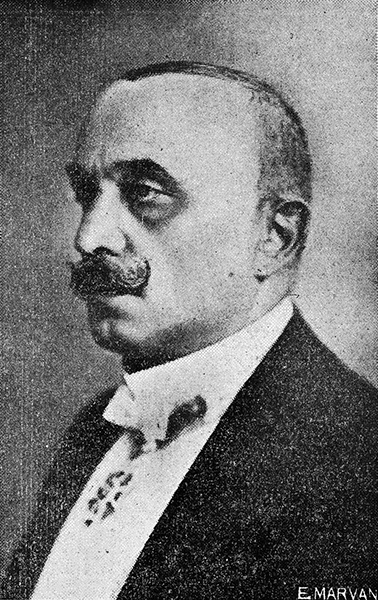
Demeter Ritter von Tuschinski / Dimitrie Tuşinschi, ca. 1924 als Generalstaatsanwalt.

Die Umbrüche nach Ende der Österreichisch-Ungarischen Herrschaft sorgten bei der Justiz für zahlreiche Herausforderungen. Neben der Vereinheitlichung der Gesetze spielte die Zusammenarbeit von Rechtsbeamten aus dem bisherigen Österreichisch-Ungarischen Staat sowie Rumänien eine wichtige Rolle. Demeter von Tuschinski prägte dafür den Begriff einer „Amalganisierung“ der Richterschaft. Im August 1922 betonte das Czernowitzer Morgenblatt, dass von Tuschinski sich „bei allen Bevölkerungsschichten, in allen Gesellschaftskreisen und bei allen Nationalitäten aufrichtiger Verehrung“ erfreue. Er sei „so ganz von seinem hohen Berufe durchdrungen und so ganz gegen jedes Vorurteil gewappnet, daß an ihn weder nationale, noch soziale Strömungen heranreichen können“. Anfang 1923 wurde gesetzlich bestimmt, dass ausschließlich die rumänische Sprache vor Gericht erlaubt war. Dies sorgte für verschiedene Schwierigkeiten in Verfahren, wenn nicht alle Parteien der Sprache gleich mächtig waren. Nach einer Konferenz am Oberlandesgericht reiste Demeter von Tuschinski am 25. Februar des Jahres nach Bukarest, um persönlich dem Justizminister in der Angelegenheit vorzutragen.
Am 24. Juni 1923 war Demeter von Tuschinski Teil einer Delegation, welche König Ferdinand I. in Czernowitz empfing. Im Dezember desselben Jahres wurde er als ehemaliger altösterreichischer Offizier als Hauptmann der Reserve in das 14. Infanterie-Regiments der rumänische Armee übernommen. Im Oktober 1925 wurde von Tuschinski zum Präsidenten des Oberlandesgerichts ernannt. Anlässlich seiner Ernennung druckte das Czernowitzer Morgenblatt auf der Titelseite einen ausführlichen, positiven Artikel über sein Leben und seinen Charakter. In seiner ersten Vorstellung bei Justizminister Gheorghe Gh. Mârzescu am 4. Oktober 1925 äußerte von Tuschinski den Wunsch, eine zweite Sektion des Gerichts zu schaffen, um die Rückstände beim immer größeren Arbeitsaufwand zu verringern. Dies wurde gewährt, und am 1. Januar 1926 wurde eine zweite Sektion mit zusätzlichen Richtern eröffnet. Jede der Sektionen hatte einen eigenen, selbstständigen Wirkungskreis. Demeter von Tuschinski wurde am 1. Januar 1926 zum Ersten Präsidenten "(Prim-Preşedinte)" des gesamten Oberlandesgerichts ernannt. Damit war er fortan, dem Range nach, der höchste Staatsbeamte in der Stadt. Gleichzeitig wurden neben den bisherigen Tribunalen in Czernowitz und Suczeawa auch drei neue in Storozynetz, Radautz und Kimpolung geschaffen. Insgesamt waren damit Anfang 1926 im Bereich des Oberlandesgerichts 34 Gerichte tätig. Diese Veränderungen wurden von der Presse als „neue Ära der Bukowina Justizverwaltung unter der Leitung des Oberpräsidenten Tuschinski“ bezeichnet, zusammen mit der Hoffnung, dass zahlreiche Missstände dadurch verbessert würden. Kurz nach seiner Ernennung zum ersten Präsidenten erkrankte er Mitte Januar 1926 an einer Blinddarmentzündung und musste operiert werden. Dadurch war er mehrere Monate dienstunfähig und konnte erst Anfang April 1926 seine Tätigkeit wiederaufnehmen. Vermutlich in Bezug auf diese Episode schreibt das Czernowitzer Morgenblatt 1938 anlässlich seiner Pensionierung, dass, als Demeter von Tuschinski „einst erkrankte, in Kirchen und Synagogen für seine Genesung gebetet wurde“. Wiederholt wurde Demeter von Tuschinski angeboten, als Rat zum Kassationshof in Bukarest zu wechseln, was er aber ablehnte, um in der Bukowina zu bleiben.

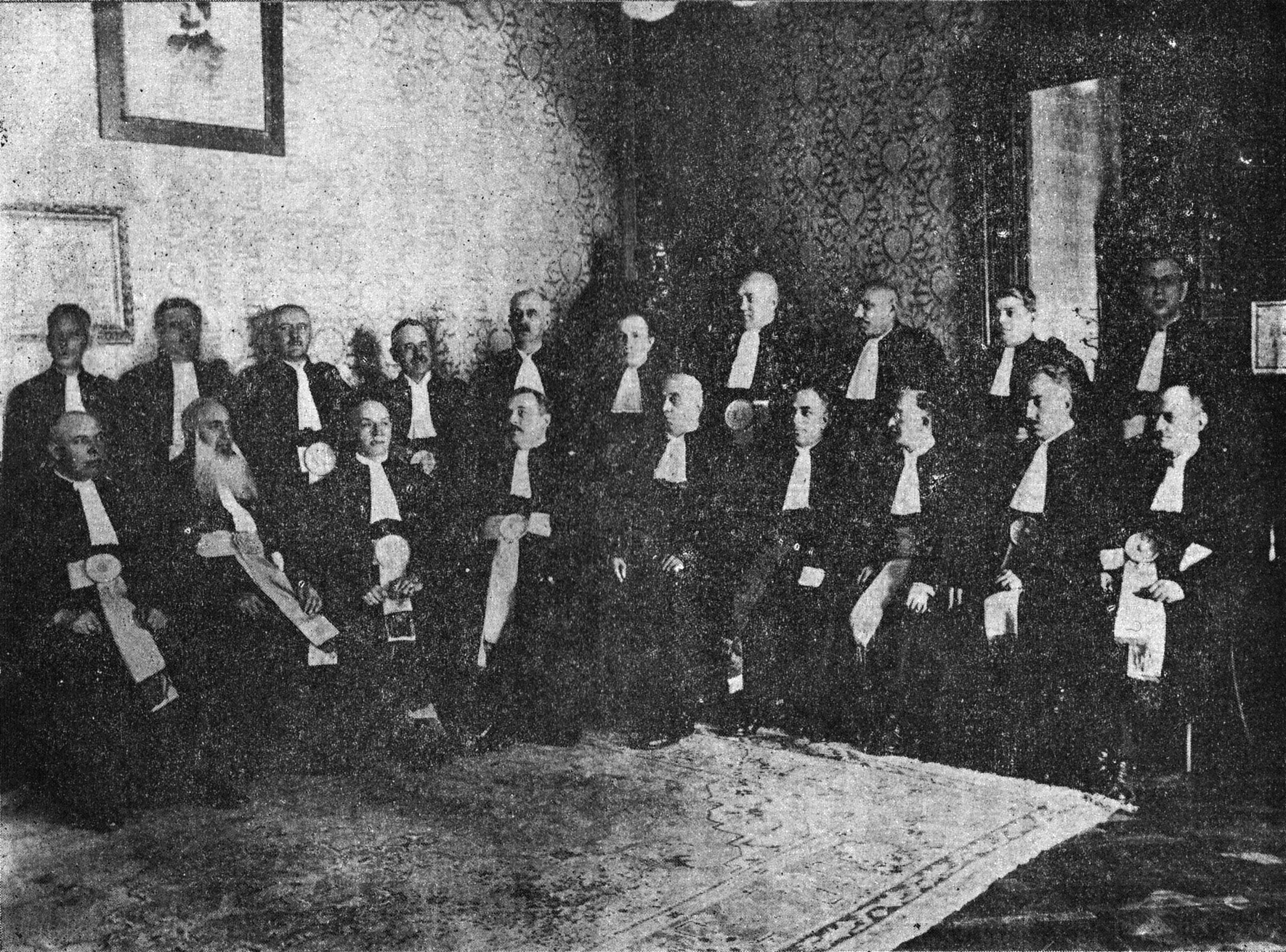
Das Oberlandesgericht Czernowitz, Mitte 1934. Demeter von Tuschinski: Vorne Mitte.

In seiner Eigenschaft als Oberlandesgerichtspräsident nahm Demeter von Tuschinski an zahlreichen Veranstaltungen des öffentlichen Lebens teil, wovon Presseberichte zeugen. Als der französische Rechtsgelehrte Henri Capitant im Mai 1929 das Oberlandesgericht besuchte, empfing ihn von Tuschinski mit einer Rede. Auf der 15-Jahr-Feier des Oberlandesgerichts Czernowitz am 29. September 1934 hielt Demeter von Tuschinski neben Justizminister Victor Antonescu und Arbeitsminister Ion Nistor eine Rede. Sowohl die Feier als auch die Rede wurden medial ausgiebig rezipiert. So berichtete die Czernowitzer Allgemeine Zeitung auf der Titelseite und den zwei folgenden Seiten, und das Czernowitzer Morgenblatt druckte von Tuschinskis gesamte Rede im Wortlaut ab.

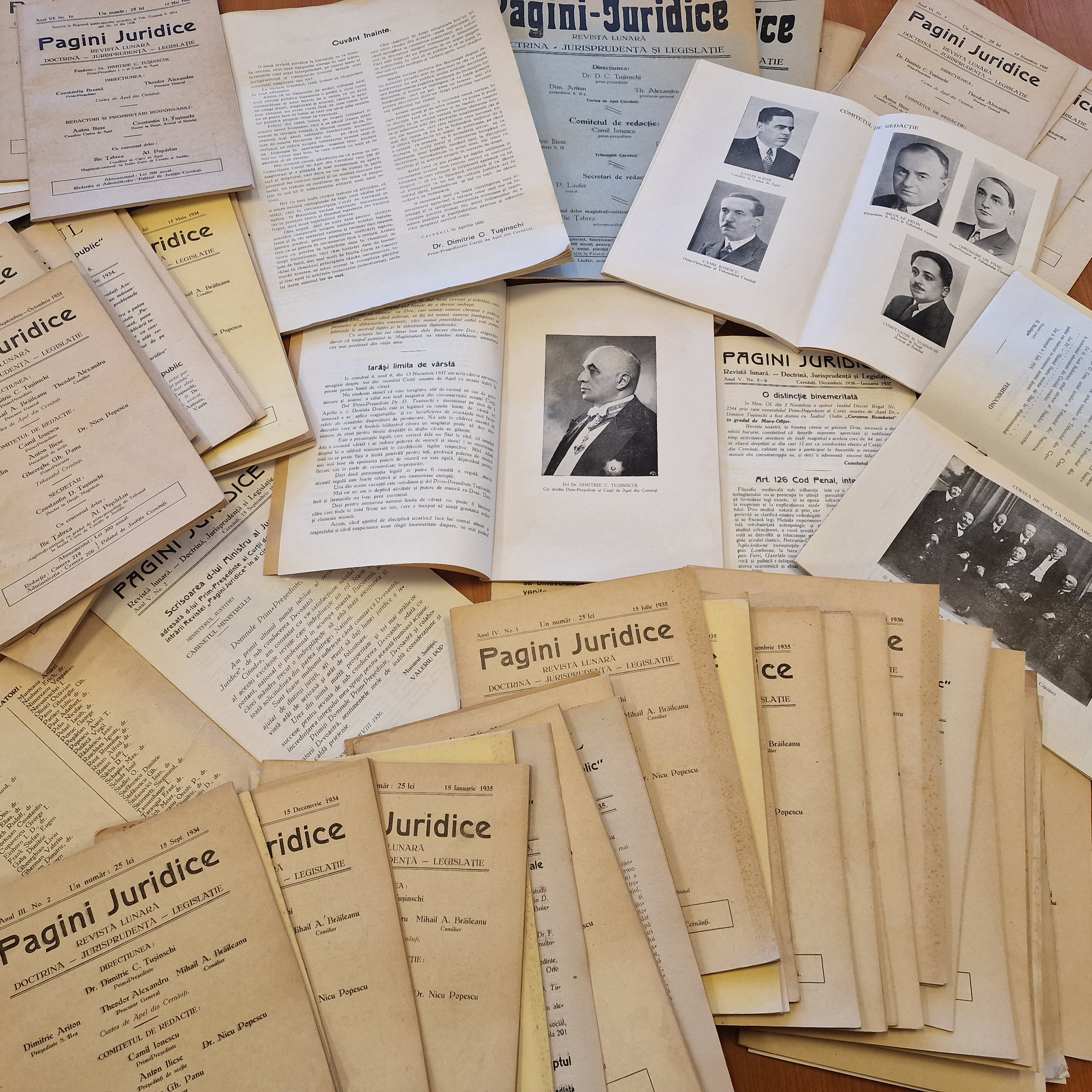
„Pagini Juridice“, rumänische juristische Fachzeitschrift, zwischen 1932 und 1940 von Demeter von Tuschinski gegründet und herausgegeben.

Neben seiner Tätigkeit als Oberlandesgerichtspräsident gab Demeter von Tuschinski zudem von 1932 bis 1940 die Zeitschrift Pagini Juridice („Juristische Blätter“) heraus. Mircea Duțu betont, dass das Oberlandesgericht Czernowitz bei der Herausgabe der Zeitschrift eng mit der örtlichen Rechtsanwaltskammer und der juristischen Fakultät der Universität Czernowitz zusammenarbeitete. Einige Ausgaben der Zeitschrift enthielten Beilagen des Studienzirkels für Öffentliches Recht, der eine „juristisch-wissenschaftliche Gesellschaft“ in Czernowitz war. Bei einigen Vorträgen, welche die Gesellschaft veranstaltete, war von Tuschinski als Zuhörer anwesend, was von der Presse hervorgehoben wurde. So besuchte er beispielsweise 1936 eine Präsentation von Dr. Turcan, welcher eine mögliche „Rettung Europas durch den Kontinentalismus“ beschrieb und sich „gegen Chauvinismus und Rassismus“ aussprach, was von den Zuhörern positiv aufgenommen wurden. Ab Juni 1936 wurde Demeter von Tuschinskis Sohn Constantin, Staatsanwalt in Czernowitz, Redakteur bei der Zeitschrift.

#### Verhältnis zur jüdischen Bevölkerung
1938 hob das Czernowitzer Morgenblatt hervor, dass Demeter von Tuschinski sowohl bei der christlichen als auch jüdischen Bevölkerung der Stadt in hohem Ansehen stand. Er war beispielsweise 1933 Gast bei der Einweihung des Entbindungsheimes für arme Frauen jüdischen Glaubens. Im September 1934 wurde von Tuschinski gebeten, einige Prozesse jüdischer Parteien zu vertagen, die an einem jüdischen Feiertag angesetzt waren. Daraufhin veranlasste er, dass in der Bukowina generell Gerichtstermine jüdischer Prozessparteien, die auf jüdische Feiertage fallen, vertagt werden.

#### Pensionierung
1938 wurde die Altersgrenze für Richter auf 65 Jahre herabgesetzt. Als Demeter von Tuschinski am 1. April deswegen in den Ruhestand ging, gab es in der Bukowina ein umfangreiches und sehr positives Presseecho über sein Leben und Wirken. Am 14. April 1938 fand im Czernowitzer Café Astoria für ihn ein Abschiedsbankett mit 150 geladenen Gästen statt, zu welchem sich die gesamte Richterschaft und zahlreiche Persönlichkeiten aus der Bukowina einfanden, wie beispielsweise der Bürgermeister von Czernowitz, Oberst Ion Cantemir. Das Bankett und die dort gehaltenen Festreden wurden ausführlich in der Czernowitzer Presse thematisiert. Mehrere Presseartikel betonten, dass er sich „im Vollbesitze seiner geistigen und physischen Kräfte“ befand, und sie äußerten sich bedauernd über seinen Übertritt in den Ruhestand.

### Nach 1938

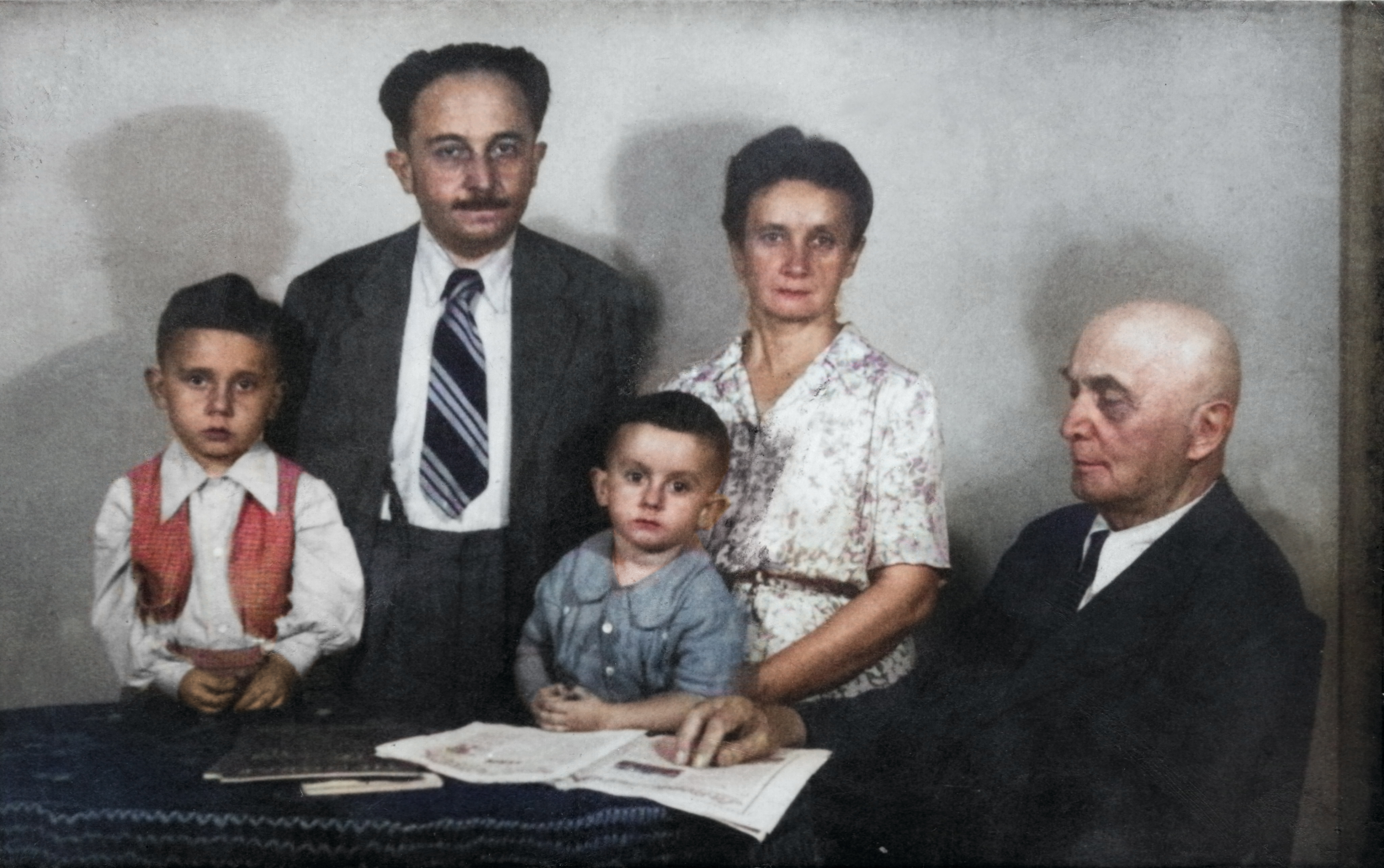
Virginia und Constantin Tuschinski mit ihren Söhnen Paul und Peter, sowie Constantins Vater Demeter, 1950.

Nach seiner Pensionierung engagierte sich Demeter von Tuschinski in Czernowitz weiterhin beispielsweise in der freiwilligen Rettungsgesellschaft. Nach Verkündung des sowjetischen Ultimatums im Juni 1940, das die Annexion der Nordbukowina innerhalb weniger Tage zur Folge hatte, blieben Demeter von Tuschinski und seine Ehefrau Leontine zunächst in Czernowitz. Wegen Leontines österreichische Abstammung waren sie durch das deutsch-sowjetische Abkommen zur Umsiedlung ethnischer Deutscher geschützt. Im Herbst 1940 verließen Leontine und Demeter im Rahmen der Umsiedlungsaktion die Stadt mit einem Zug in die vom Deutschen Reich kontrollierten Gebiete und konnten nur wenige Habseligkeiten mitnehmen. Sie beschrieben später die harten Lebensbedingungen im Internierungslager. Da beide nicht die deutsche Staatsbürgerschaft annehmen wollten, kehrten sie nach Rumänien zurück, wo sie Mitte 1941 in Suceava ankamen. Nachdem Czernowitz 1941 wieder unter rumänische Verwaltung gekommen war, kehrte die Familie dorthin zurück, verließ die Stadt jedoch 1944 ein letztes Mal, um vor dem Vormarsch der Sowjets zu fliehen und sich in Siebenbürgen niederzulassen. Im Mai 1945 wurde Demeter zum aufsichtsführenden Beamten (administratori de supraveghere) der „Banca Poporului“ in Schäßburg ernannt. Leontine starb wahrscheinlich zwischen 1941 und 1950.
Das letzte bekannte Foto, welches Demeter von Tuschinski zeigt, wurde am 14. August 1950 aufgenommen, als sich seine Familie anlässlich des 5. Geburtstages seines Enkels Paul versammelte. Demeter von Tuschinski wohnte in seinen letzten Lebensjahren vermutlich in Brașov.

## Wohltätiger Einsatz
Demeter von Tuschinski engagierte sich auf verschiedenen wohltätigen Gebieten. Beispielsweise war er 1923 Vereinspräsident der Zentrale für Kinderschutz- und Jugendfürsorge in der Bukowina. Er war Vizepräsident der Czernowitzer Rettungsgesellschaft sowie der Czernowitzer Filiale des Roten Kreuzes. Ein Presseartikel von 1938 nennt des Weiteren u. a. sein Engagement bei der Kriegswitwen- und Waisenfürsorge, seine Rolle als Protektor einer Schule für arme Kinder und sein Engagement bei der Förderung mittelloser Beamter und Diener. 1932 wird in einem Porträt über ihn geschrieben, es habe in den Jahrzehnten davor in der Bukowina „keine größere Aktion sozialen Charakters“ gegeben, „deren treibender Faktor nicht Prim-Präsident Dr. Dimitrie von Tuşinschi gewesen wäre“.

## Würdigung
Die großen Zeitungen, die in der Bukowina erschienen, beschrieben Demeter von Tuschinski positiv: Er galt als „eine der markantesten Persönlichkeiten“ der Stadt Czernowitz, und erfreute sich „allenthalben der größten Hochachtung“. Schon in der Österreichisch-Ungarischen Zeit wurde er als Staatsanwalt öffentlich positiv charakterisiert. Ihm wurde später als Richter „Sachlichkeit“ sowie „sein unzweifelhaftes und starkes Gefühl für die Notwendigkeiten der Bevölkerung“ attestiert, sowie, dass er „die Achtung der Menschenwürde als Grundprinzip im Rechtsleben“ betrachte. Besonders hervorgehoben wurde sein Verständnis für die Bedürfnisse der verschiedenen Nationalitäten in der Bukowina. Ihm wurde attestiert, dass er alle Nationalitäten in der Bukowina „gleichberechtigt behandelt“. Mehrfach erwähnen zeitgenössischen Presseberichte, dass er auch wegen seiner Umgangsformen beliebt war.

## Familie
Demeter von Tuschinski war mit Leontine, geb. Meixner, verheiratet. Sie stammte aus einer bekannten Bierbrauer-Familie in Suczava. Sie engagierte sich, ebenso wie ihr Mann, bei zahlreichen wohltätigen Vereinen und Veranstaltungen. Beispielsweise organisierte sie Wohltätigkeitsveranstaltungen, um Witwen und Waisen zu unterstützen, war 1930 Gründungsmitglied des Czernowitzer Tierschutzvereins und engagierte sich beim Antituberkuloseverein sowie dem Roten Kreuz. Am 17. März 1930 wurde sie mit dem Orden „Meritul Sanitar“ der 1. Klasse ausgezeichnet.
Ihr einziges Kind, Constantin von Tuschinski (bzw. Constantin von Tuşinschi in rumänisierter Schreibweise), kam am 6. November 1905 zur Welt. Er studierte, wie schon sein Vater, Jura an der Universität Czernowitz. Später promovierte er und war zunächst als Anwalt tätig. Mitte der 1930er Jahre trat er als Staatsanwalt in Czernowitz in den staatlichen Dienst, erhielt in der Position 1938 das Ritterkreuz des Orden der Krone von Rumänien und wurde 1939 zum ersten Staatsanwalt in Czernowitz ernannt. Bis 1940 publizierte er zahlreiche Bücher über internationale rechtliche Fragen und die Geschichte verschiedener Staaten sowie internationaler Beziehungen, neben seiner Mitarbeit an Pagini Juridice als Redakteur. Nach dem Zweiten Weltkrieg wurde er aus dem Staatsdienst entlassen und lebte mit seiner Frau sowie den gemeinsamen zwei Söhnen in Sighișoara, wo er neben seiner Tätigkeit als Anwalt Kurzgeschichten und Theaterstücke verfasste. Er starb 1984.

## Auszeichnungen (Auswahl)

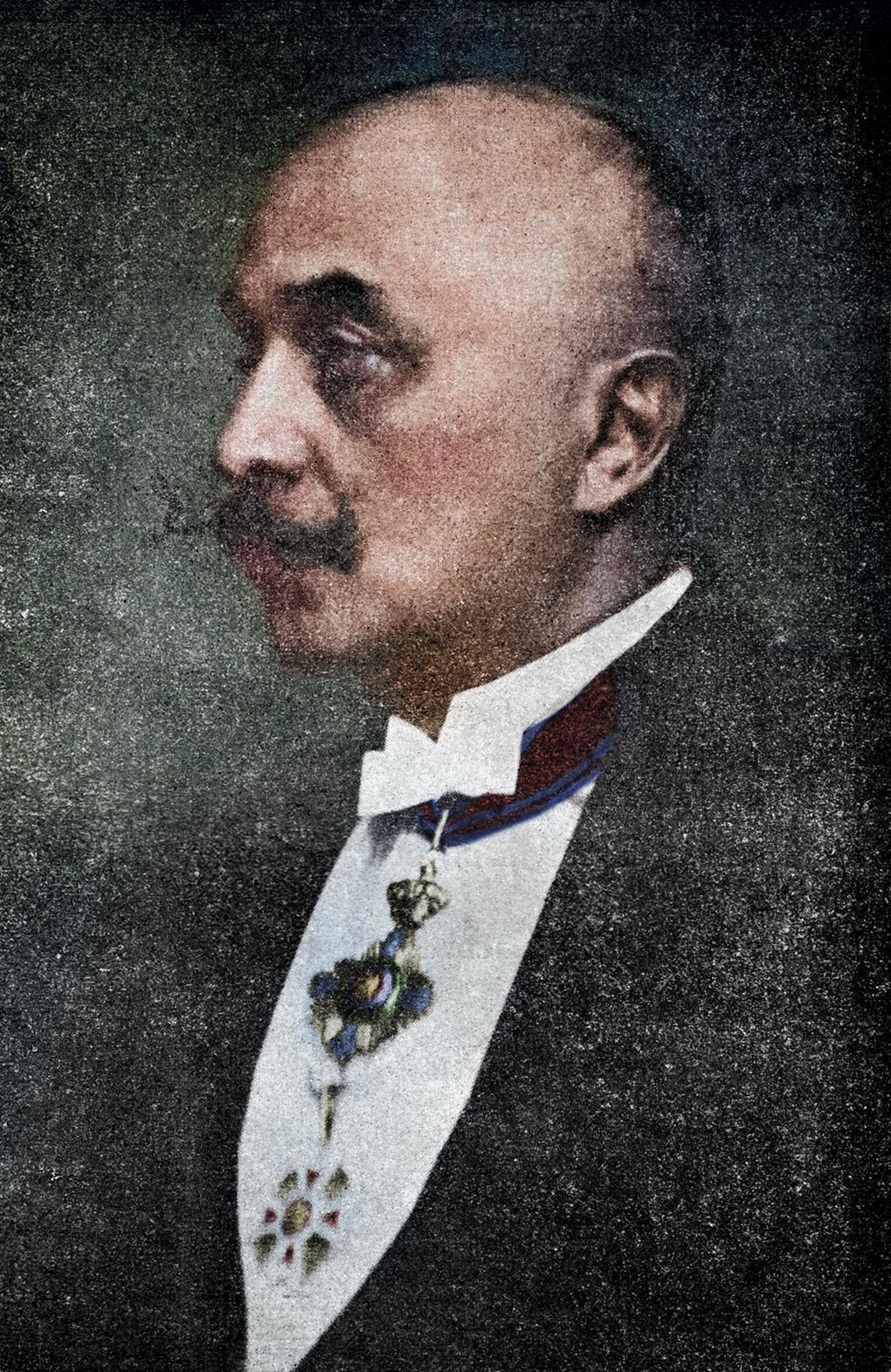
Ca. 1930, mit dem Orden des Sterns von Rumänien sowie dem Orden der Krone.

Demeter von Tuschinski war Ehrenbürger in zahlreichen Städten und Gemeinden in der Bukowina. Dazu zählten die Städte Storozynetz und Vama, sowie die Landgemeinden Arbore, Dornești und Țibeni.
Im Laufe seines Lebens erhielt er unter anderem folgende Auszeichnungen:
- 1912: Orden der Eisernen Krone 3. Klasse[16]
- 1916: Bronzene Militärverdienstmedaille „Signum Laudis“.[75]
- 1918: Silberne Militärverdienstmedaille „Signum Laudis“.[76]
- 1922: Orden der Krone von Rumänien – Kommandeur[77]
- 1928: Orden des Sterns von Rumänien – Kommandeur[78]
- 1936: Orden der Krone von Rumänien – Großoffizier[79]

Zusätzlich erhielt er vor 1918 noch das Jubiläumskreuz für Zivil-Staatsbeamte (1915 durch das für Militärangehörige ersetzt), sowie 1898 die Jubiläums-Erinnerungsmedaille sowohl in ziviler als auch militärischer Ausführung.